# Ray Luv
Ray Luv, pseudonimo di Raymond Tyson (Santa Rosa, 15 aprile 1972), è un rapper statunitense.
Nativo del nono distretto di Santa Rosa, California, giunse sulla scena del rap della Bay Area nel 1992 col singolo "Get Ma Money On!" dal suo EP Who Can Be Trusted?, prodotto tra gli altri da Khyaree. Nel 1995 pubblicò Forever Hustlin, che lo mise sulla scena a livello locale. Ray Luv era parte della crew rap cresciuta a Vallejo, California negli anni '90. Artisti come Mac Mall, E-40, Mac Dre, Young Lay e altri misero Vallejo e il Nord della Bay Area al top della scena rap degli anni '90. Ray Luv è nipote di Cab Calloway, oltre a essere assieme all'amico Ant D.O.G. il frontman della band rock/rap The Crimeseen.
Ray Luv formò un gruppo rap embrionale con 2Pac, gli Strictly Dope.

## Discografia
- 1993: Who Can Be Trusted?
- 1993: Get Ma Money On!
- 1995: Forever Hustlin'
- 1999: Coup d'Etat
- 2002: Prince in Exile
- 2006: Population Control